# Daniel Alomía Robles
Daniel Alomía Robles (ur. 3 stycznia 1871 w Huánuco, Peru; zm. 18 czerwca 1942 w Chosica, Peru) – peruwiański kompozytor i muzykolog.
Twórca muzyki ballady El cóndor pasa (1913), uznanej w roku 1993 za część dziedzictwa kulturalnego Peru.

## Życie prywatne
Był dwukrotnie żonaty. Ojciec reżysera filmowego Armando Robles Godoya (1923-2010). Dziadek poetki i dziennikarki Marceli Robles.